# 蒲田兼光
蒲田 兼光（かまた かねみつ）は、南北朝時代初期の武将。石塔義房奉公衆。陸奥石川氏の有力一門、石川蒲田氏の当主。通称、蒲田左近大夫、蒲田冠者。

## 概要
兼光は、陸奥石川氏初代の源有光の長男・大寺光佑の七世孫にあたる坂地光広を父とし、陸奥国白河郡の蒲田村（現・福島県古殿町鎌田）を領して蒲田冠者を称した。名門石川氏の有力庶家として活躍した。
兼光は一族の板橋高光と建武2年（1335年）以来北朝の足利尊氏に従って奥州等を転戦した。奥州管領の吉良貞家からもしばしば所領を安堵されており、使節にも起用されているほか、奥州総大将の石塔義房に従い奉公衆としても活躍している。
文和2年（1353年）の宇津峰城攻略では、兼光は柴塚（郡山市栃本）の陣を攻撃して打ち破り、長平城の戦いで子息の蒲田末光が傷を受けた。
後に兼光は嫡子の蒲田義光に蒲田村を相続させ、末光にも一部を与えた。